# John Mackey Award
Der John Mackey Award ist ein seit dem Jahr 2000 von der Organisation Nassau County Sports Commission vergebener Preis für den besten Tight End der NCAA-Division-I FBS. Benannt wurde er nach John Mackey, der zweiten Person, die ausschließlich für ihre Leistungen auf der Position des Tight Ends in die Pro Football Hall of Fame aufgenommen wurde, und als der beste Spieler aller Zeiten auf dieser Position gilt. Bisher wurde der Preis fünfzehn Mal vergeben, wobei der Preis noch von keinem Spieler zwei Mal gewonnen wurde. Vierzehn der Preisträger konnten den Sprung in die nationale Profiliga, die National Football League, schaffen.

## Preisträger
| Sieger 2000             | Finalist 2000           | Semi-Finalist 2000      | Status               | College             |
| ----------------------- | ----------------------- | ----------------------- | -------------------- | ------------------- |
| Tim Stratton            | Tim Stratton            | Tim Stratton            | Jr.                  | Purdue              |
|                         | Todd Heap               | Todd Heap               | Jr.                  | Arizona State       |
| Alge Crumpler           | Alge Crumpler           | Sr.                     | North Carolina       |                     |
|                         | Brian Natkin            | Sr.                     | Texas-El Paso        |                     |
| Derek Smith             | So.                     | Kentucky                |                      |                     |
| Jerramy Stevens         | So.                     | Washington              |                      |                     |
| Tony Stewart            | Sr.                     | Penn State              |                      |                     |
| Tracey Wistrom          | Jr.                     | Nebraska                |                      |                     |
| Sieger 2001             | Finalist 2001           | Semi-Finalist 2001      | Status               | College             |
| Daniel Graham           | Daniel Graham           | Daniel Graham           | Sr.                  | Colorado            |
|                         | Jeremy Shockey          | Jeremy Shockey          | Jr.                  | Miami (Fl)          |
| Trent Smith             | Trent Smith             | Jr.                     | Oklahoma             |                     |
|                         | Tracey Wistrom          | Sr.                     | Nebraska             |                     |
| Justin Peelle           | Sr.                     | Oregon                  |                      |                     |
| Tim Stratton            | Sr.                     | Purdue                  |                      |                     |
| Sieger 2002             | Finalist 2002           | Semi-Finalist 2002      | Status               | College             |
| Dallas Clark            | Dallas Clark            | Dallas Clark            | Jr.                  | Iowa                |
|                         | Kellen Winslow II       | Kellen Winslow II       | So.                  | Miami (FL)          |
| Mike Seidman            | Mike Seidman            | Sr.                     | UCLA                 |                     |
|                         | Jason Witten            | Jr.                     | Tennessee            |                     |
| Bennie Joppru           | Sr.                     | Michigan                |                      |                     |
| Kevin Ware              | Sr.                     | Washington              |                      |                     |
| George Wrighster        | Jr.                     | Oregon                  |                      |                     |
| Trent Smith             | Sr.                     | Oklahoma                |                      |                     |
| Tom Swoboda             | Sr.                     | California              |                      |                     |
| Sieger 2003             | Finalist 2003           | Semi-Finalist 2003      | Status               | College             |
| Kellen Winslow II       | Kellen Winslow II       | Kellen Winslow II       | Jr.                  | Miami               |
|                         | Ben Troupe              | Ben Troupe              | Sr.                  | Florida             |
| Kris Wilson             | Kris Wilson             | Sr.                     | Pittsburgh           |                     |
|                         | Chris Cooley            | Sr.                     | Utah State           |                     |
| Matt Herian             | So.                     | Nebraska                |                      |                     |
| Heath Miller            | So.                     | Virginia                |                      |                     |
| Ben Moa                 | Sr.                     | Utah                    |                      |                     |
| Ben Utecht              | Sr.                     | Minnesota               |                      |                     |
| Sieger 2004             | Finalist 2004           | Semi-Finalist 2004      | Status               | College             |
| Heath Miller            | Heath Miller            | Heath Miller            | Jr.                  | Virginia            |
|                         | Marcedes Lewis          | Marcedes Lewis          | Jr.                  | UCLA                |
| Alex Smith              | Alex Smith              | Sr.                     | Stanford             |                     |
| Sieger 2005             | Finalist 2005           | Semi-Finalist 2005      | Status               | College             |
| Marcedes Lewis          | Marcedes Lewis          | Marcedes Lewis          | Sr.                  | UCLA                |
|                         | Vernon Davis            | Vernon Davis            | Jr.                  | Maryland            |
| Anthony Fasano          | Anthony Fasano          | Jr.                     | Notre Dame           |                     |
| Sieger 2006             | Finalist 2006           | Semi-Finalist 2006      | Status               | College             |
| Matt Spaeth             | Matt Spaeth             | Matt Spaeth             | Sr.                  | Minnesota           |
|                         | John Carlson            | John Carlson            | Jr.                  | Notre Dame          |
| Zach Miller             | Zach Miller             | Jr.                     | Arizona State        |                     |
|                         | Travis Beckum           | So.                     | Wisconsin            |                     |
| Martellus Bennett       | So.                     | Texas A&M               |                      |                     |
| Chase Coffman           | So.                     | Missouri                |                      |                     |
| Jonny Harline           | Sr.                     | BYU                     |                      |                     |
| Joe Newton              | Sr.                     | Oregon State            |                      |                     |
| Sieger 2007             | Finalist 2007           | Semi-Finalist 2007      | Status               | College             |
| Fred Davis              | Fred Davis              | Fred Davis              | Sr.                  | Southern California |
|                         | Martin Rucker           | Martin Rucker           | Sr.                  | Missouri            |
| Travis Beckum           | Travis Beckum           | Jr.                     | Wisconsin            |                     |
|                         | Gary Barnidge           | Sr.                     | Louisville           |                     |
| Chase Coffman           | Jr.                     | Missouri                |                      |                     |
| Jermaine Gresham        | So.                     | Oklahoma                |                      |                     |
| Darius Hill             | Sr.                     | Ball State              |                      |                     |
| Dustin Keller           | Sr.                     | Purdue                  |                      |                     |
| Sieger 2008             | Finalist 2008           | Semi-Finalist 2008      | Status               | College             |
| Chase Coffman           | Chase Coffman           | Chase Coffman           | Sr.                  | Missouri            |
|                         | Jermaine Gresham        | Jermaine Gresham        | Jr.                  | Oklahoma            |
| Brandon Pettigrew       | Brandon Pettigrew       | Sr.                     | Oklahoma State       |                     |
|                         | Jared Cook              | Jr.                     | South Carolina       |                     |
| Mark Hafner             | Sr.                     | Houston                 |                      |                     |
| Branden Ledbetter       | Sr.                     | Western Michigan        |                      |                     |
| Dennis Pitta            | Jr.                     | BYU                     |                      |                     |
| D.J. Williams           | So.                     | Arkansas                |                      |                     |
| Sieger 2009             | Finalist 2009           | Semi-Finalist 2009      | Status               | College             |
| Aaron Hernandez         | Aaron Hernandez         | Aaron Hernandez         | Jr.                  | Florida             |
|                         | Dorin Dickerson         | Dorin Dickerson         | Sr.                  | Pittsburgh          |
| Dennis Pitta            | Dennis Pitta            | Sr.                     | BYU                  |                     |
|                         | Ed Dickson              | Sr.                     | Oregon               |                     |
| Anthony McCoy           | Sr.                     | USC                     |                      |                     |
| Tony Moeaki             | Sr.                     | Iowa                    |                      |                     |
| Kyle Rudolph            | So.                     | Notre Dame              |                      |                     |
| Cody Slate              | Sr.                     | Marshall                |                      |                     |
| Sieger 2010             | Finalist 2010           | Semi-Finalist 2010      | Status               | College             |
| D. J. Williams          | D. J. Williams          | D. J. Williams          | Sr.                  | Arkansas            |
|                         | Michael Egnew           | Michael Egnew           | Jr.                  | Missouri            |
| Lance Kendricks         | Lance Kendricks         | Sr.                     | Wisconsin            |                     |
|                         | George Bryan            | Jr.                     | North Carolina State |                     |
| Ladarius Green          | Jr.                     | Louisiana               |                      |                     |
| Daniel Hardy            | Sr.                     | Idaho                   |                      |                     |
| Luke Stocker            | Sr.                     | Tennessee               |                      |                     |
| Allen Reisner           | Sr.                     | Iowa                    |                      |                     |
| Sieger 2011             | Finalist 2011           | Semi-Finalist 2011      | Status               | College             |
| Dwayne Allen            | Dwayne Allen            | Dwayne Allen            | Jr.                  | Clemson             |
|                         | Tyler Eifert            | Tyler Eifert            | Jr.                  | Notre Dame          |
| Orson Charles           | Orson Charles           | Jr.                     | Georgia              |                     |
|                         | Drake Dunsmore          | Sr.                     | Northwestern         |                     |
| Coby Fleener            | Sr.                     | Stanford                |                      |                     |
| Ladarius Green          | Sr.                     | Louisiana-Lafayette     |                      |                     |
| Jacob Pedersen          | So.                     | Wisconsin               |                      |                     |
| Nick Provo              | Sr.                     | Syracuse                |                      |                     |
| Sieger 2012             | Finalist 2012           | Semi-Finalist 2012      | Status               | College             |
| Tyler Eifert            | Tyler Eifert            | Tyler Eifert            | Sr.                  | Notre Dame          |
|                         | Austin Seferian-Jenkins | Austin Seferian-Jenkins | So.                  | Washington          |
| Zach Ertz               | Zach Ertz               | Sr.                     | Stanford             |                     |
|                         | Jack Doyle              | Sr.                     | Western Kentucky     |                     |
| Gavin Escobar           | Jr.                     | San Diego State         |                      |                     |
| Joseph Fauria           | Sr.                     | UCLA                    |                      |                     |
| Ryan Otten              | Sr.                     | San José State          |                      |                     |
| Zach Sudfeld            | Sr.                     | Nevada                  |                      |                     |
| Sieger 2013             | Finalist 2013           | Semi-Finalist 2013      | Status               | College             |
| Austin Seferian-Jenkins | Austin Seferian-Jenkins | Austin Seferian-Jenkins | Jr.                  | Washington          |
|                         | Nick O’Leary            | Nick O’Leary            | Jr.                  | Florida State       |
| Eric Ebron              | Eric Ebron              | Jr.                     | North Carolina       |                     |
|                         | Jace Amaro              | Jr.                     | Texas Tech           |                     |
| Ted Bolser              | Sr.                     | Indiana                 |                      |                     |
| Devin Funchess          | So.                     | Michigan                |                      |                     |
| Gator Hoskins           | Sr.                     | Marshall                |                      |                     |
| Troy Niklas             | Jr.                     | Notre Dame              |                      |                     |
| Sieger 2014             | Finalist 2014           | Semi-Finalist 2014      | Status               | College             |
| Nick O’Leary            | Nick O’Leary            | Nick O’Leary            | Sr.                  | Florida State       |
|                         | Maxx Williams           | Maxx Williams           | So.                  | Minnesota           |
| Clive Walford           | Clive Walford           | Sr.                     | Miami                |                     |
|                         | E. J. Bibbs             | Sr.                     | Iowa State           |                     |
| Evan Engram             | So.                     | Mississippi             |                      |                     |
| Ben Koyack              | Sr.                     | Notre Dame              |                      |                     |
| Jimmay Mundine          | Sr.                     | Kansas                  |                      |                     |
| Jean Sifrin             | Jr.                     | Massachusetts           |                      |                     |
| Sieger 2015             | Finalist 2015           | Semi-Finalist 2015      | Status               | College             |
| Hunter Henry            | Hunter Henry            | Hunter Henry            | Jr.                  | Arkansas            |
|                         | Austin Hooper           | Austin Hooper           | So.                  | Stanford            |
| Jordan Leggett          | Jordan Leggett          | Jr.                     | Clemson              |                     |
|                         | Billy Freeman           | Jr.                     | San José State       |                     |
| Jake Butt               | Jr.                     | Michigan                |                      |                     |
| Buddy Hodges            | So.                     | Virginia Tech           |                      |                     |
| O. J. Howard            | Jr.                     | Alabama                 |                      |                     |
| Jake McGee              | Sr.                     | Florida                 |                      |                     |
| Sieger 2016             | Finalist 2016           | Semi-Finalist 2016      | Status               | College             |
| Jake Butt               | Jake Butt               | Jake Butt               | Sr.                  | Michigan            |
|                         | O. J. Howard            | O. J. Howard            | Sr.                  | Alabama             |
| Jordan Leggett          | Jordan Leggett          | Sr.                     | Clemson              |                     |
|                         | Bucky Hodges            | Jr.                     | Virginia Tech        |                     |
| Cole Hikutini           | Sr.                     | Louisville              |                      |                     |
| Gerald Everett          | Sr.                     | South Alabama           |                      |                     |
| Adam Breneman           | Jr.                     | Massachusetts           |                      |                     |
| Evan Engram             | Sr.                     | Ole Miss                |                      |                     |
| Sieger 2017             | Finalist 2017           | Semi-Finalist 2017      | Status               | College             |
| Mark Andrews            | Mark Andrews            | Mark Andrews            | Jr.                  | Oklahoma            |
|                         | Troy Fumagalli          | Troy Fumagalli          | Sr.                  | Wisconsin           |
| Mike Gesicki            | Mike Gesicki            | Sr.                     | Penn State           |                     |
|                         | Adam Breneman           | Sr.                     | Ole Miss             |                     |
| Chris Herndon           | Sr.                     | Miami                   |                      |                     |
| Jaylen Samuels          | Sr.                     | NC State                |                      |                     |
| Hayden Hurst            | Jr.                     | South Carolina          |                      |                     |
| Cam Serigne             | Sr.                     | Forest                  |                      |                     |
| Sieger 2018             | Finalist 2018           | Semi-Finalist 2018      | Status               | College             |
| T. J. Hockenson         | T. J. Hockenson         | T. J. Hockenson         | So.                  | Iowa                |
|                         | Albert Okwuegbunam      | Albert Okwuegbunam      | So.                  | Missouri            |
| Kaden Smith             | Kaden Smith             | Jr.                     | Stanford             |                     |
|                         | Noah Fant               | Jr.                     | Iowa                 |                     |
| Irv Smith Jr.           | Jr.                     | Alabama                 |                      |                     |
| Jace Sternberger        | Jr.                     | Texas A&M               |                      |                     |
| Tommy Sweeney           | Sr.                     | Boston College          |                      |                     |
| Caleb Wilson            | Jr.                     | UCLA                    |                      |                     |
| Sieger 2019             | Finalist 2019           | Semi-Finalist 2019      | Status               | College             |
| Harrison Bryant         | Harrison Bryant         | Harrison Bryant         | Sr.                  | Florida Atlantic    |
|                         | Hunter Bryant           | Hunter Bryant           | Jr.                  | Washington          |
| Brevin Jordan           | Brevin Jordan           | So.                     | Miami                |                     |
|                         | Brycen Hopkins          | Jr.                     | Purdue               |                     |
| Charlie Kolar           | So.                     | Iowa State              |                      |                     |
| Albert Okwuegbunam      | Jr.                     | Missouri                |                      |                     |
| Colby Parkinson         | Jr.                     | Stanford                |                      |                     |
| Giovanni Ricci          | Sr.                     | Western Michigan        |                      |                     |
| Sieger 2020             | Finalist 2021           | Semi-Finalist 2020      | Status               | College             |
| Kyle Pitts              | Kyle Pitts              | Kyle Pitts              | Jr.                  | Florida             |
|                         | Charlie Kolar           | Charlie Kolar           | Jr.                  | Iowa State          |
| Jalen Wydermyer         | Jalen Wydermyer         | So.                     | Texas A&M            |                     |
|                         | Derrick Deese           | Jr.                     | San Jose State       |                     |
| Jake Ferguson           | Jr.                     | Wisconsin               |                      |                     |
| Brevin Jordan           | Jr.                     | Miami                   |                      |                     |
| Hunter Long             | Jr.                     | Boston College          |                      |                     |
| Cade Otton              | So.                     | Washington              |                      |                     |
| Sieger 2021             | Finalist 2021           | Semi-Finalist 2021      | Status               | College             |
| Trey McBride            | Trey McBride            | Trey McBride            | Sr.                  | Colorado State      |
|                         | Charlie Kolar           | Charlie Kolar           | Sr.                  | Iowa State          |
| Jalen Wydermyer         | Jalen Wydermyer         | Jr.                     | Texas A&M            |                     |
|                         | Isaiah Likely           | Sr.                     | Coastal Carolina     |                     |
| Brock Bowers            | Fr.                     | Georgia                 |                      |                     |
| Michael Mayer           | So.                     | Notre Dame              |                      |                     |
| Derrick Deese           | Sr.                     | San Jose State          |                      |                     |
| Greg Dulcich            | Jr.                     | UCLA                    |                      |                     |